# Childrénite
La childrénite est un minéral de la classe des phosphates. Il a été découvert en 1823 et nommé en l'honneur de John George Children (1777–1852), chimiste et minéralogiste anglais.

## Caractéristiques chimiques
Ce minéral est l'analogue avec le fer de l'éosphorite (Mn2+AlPO4(OH)2·H2O), les deux étant les termes extrêmes d'une série de solution solide, donnant une famille de minéraux par remplacement progressif du fer par le manganèse.
En plus des métaux qui sont dans sa formule, il contient habituellement des impuretés de calcium et de manganèse.

## Formation et gisements
Il se forme habituellement dans les pegmatites de type granitique complexes, comme un minéral secondaire résultant de l'altération hydrothermale à basse température de minéraux primaires de phosphate.
Il est généralement associé au minéraux suivants : sidérite, quartz, pyrite, apatite et tourmaline.

## Utilisation
Il est habituellement extrait dans les mines en même temps que d'autres phosphates ou minéraux de fer.